# Turano Lodigiano
Turano Lodigiano – miejscowość i gmina we Włoszech, w regionie Lombardia, w prowincji Lodi.
Według danych na rok 2004 gminę zamieszkiwało 1265 osób, 79,1 os./km².